# Yeşilköy, Yakakent
Yeşilköy là một xã thuộc huyện Yakakent, tỉnh Samsun, Thổ Nhĩ Kỳ. Dân số thời điểm năm 2010 là 488 người.